# Maison pour les enfants Reine Marie
La maison pour les enfants Reine Marie (en serbe cyrillique : Зграда Дечијег дома краљице Марије ; en serbe latin : Zgrada Dečijeg doma kraljice Marije) est située à Belgrade, la capitale de la Serbie, dans la municipalité urbaine de Zemun. En raison de sa valeur architecturale et historique, ce bâtiment, construit en 1919, figure sur la liste des biens culturels de la Ville de Belgrade.

## Présentation
La maison pour les enfants, située 57 rue Cara Dušana, a été construite en 1919 d'après des plans de Franjo Katinčić. Elle a abrité la maison des orphelins de Syrmie, créée par la reine Marie. Cet édifice d'un étage, bâti sur un plan en T, est caractéristique du style Art nouveau avec des éléments néoclassique et une influence du fonctionnalisme de l'époque. La façade est ordonnancée de façon symétrique autour d'une grande avancée centrale ; elle est rythmée par des fenêtres tripartites.